# Typographia
A nyomdai dolgozók Typographia néven szaklapot alapítottak, amelynek első száma 1869. május 1-én jelent meg Budapesten. A nyomdászok újságja a ma Magyarországon megjelenő szaklapok között a legrégebbi: mintegy 150 éves.
A lap átvészelte az  első  világháborút,  az őszirózsás forradalmat, 1919-es Tanácsköztársaságot, Trianont, és túlélte a második világháborút, 1956-ot, az 1989-es rendszerváltást is.
Az újság az alapítók szellemében igyekszik képviselni a nyomdászok érdekeit.